# Jean-Baptiste-Henri de Valincour

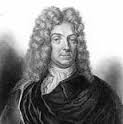
Jean-Baptiste-Henri de Valincour

Jean-Baptiste-Henri de Trousset, sieur de Valincour (auch Valincourt) (* 1. März 1653 in Paris; † 4. Januar 1730 ebenda) war ein französischer Schriftsteller und Historiker.

## Leben und Schaffen
Als Schützling von Jacques-Bénigne Bossuet gelangte er an den Hof von Louis-Alexandre de Bourbon, comte de Toulouse. Er wurde Sekretär der Marine und später im Befehlsstab des Prinzen. Er war mit dem französischen Kanzler Henri François d’Aguesseau, dem Schriftsteller Nicolas Boileau und dem Dramatiker Jean Racine befreundet. Er folgte Racine als Königlicher Chronist (Historiographe du roi) Ludwigs XIV. und ersetzte ihn nach seinem Tod 1699 in der Académie française. 1721 wurde er Ehrenmitglied der Académie des sciences. Boileau widmete ihm seine elfte Satire mit dem Titel Sur le vrai et le faux honneur (1698). Ab 1713 gab er Boileaus Werke nach dessen Tod heraus.
Er selbst schrieb Erzählungen, Fabeln, Stanzen, historische Werke und Übersetzungen. Er übertrug vor allem die Werke lateinischer Dichter, insbesondere des Horaz. Sein literarischer Geschmack und seine Kritik zeigen ihn als typischen Vertreter der Französischen Klassik.

## Werke (Auswahl)
- Lettres à Madame la Marquise *** sur »La princesse de Clèves«, Paris 1678 (Digitalisat.).
- Vie de François de Lorraine, duc de Guise, Paris 1681 (Digitalisat).
- Observations critiques sur l’Œdipe de Sophocle, 1682.
- Vorwort zur 2. Aufl. des Dictionnaire de l’Académie, Paris 1718.
- Mémoire sur la Marine de France, Paris 1725 (Reprint 1844, Digitalisat).
- Essai d’une traduction d’Horace, Amsterdam 1727.